# Leucoagaricus tener
Leucoagaricus tener är en svampart som först beskrevs av Peter D. Orton, och fick sitt nu gällande namn av Marcel Bon 1977. Leucoagaricus tener ingår i släktet Leucoagaricus och familjen Agaricaceae.  Artens status i Sverige är: Ej påträffad. Inga underarter finns listade i Catalogue of Life.